# Imagem recíproca
Em matemática, a imagem recíproca, ou contra-imagem, ou pré-imagem ou imagem inversa de um subconjunto {\displaystyle B} do contradomínio de uma função {\displaystyle f:X\rightarrow Y} é o conjunto {\displaystyle f^{-1}(B)=\left\{x\in X:f(x)\in B\right\}}.
O uso da notação {\displaystyle f^{-1}(B)} não significa que {\displaystyle f} seja uma função invertível, mas se o for, {\displaystyle f^{-1}(B)} é de facto, a imagem de {\displaystyle B} pela função inversa {\displaystyle f^{-1}}.

## Propriedades
- {\displaystyle f^{-1}(\varnothing )=\varnothing }
- Para toda função {\displaystyle f:X\rightarrow Y}, {\displaystyle f^{-1}(Y)=X}. A prova é simples: qualquer elemento {\displaystyle x\in X} é levado por f para algum elemento de Y, logo {\displaystyle x\in f^{-1}(Y)}.
- {\displaystyle f^{-1}(A\cup B)=f^{-1}(A)\cup f^{-1}(B)}.
- {\displaystyle f^{-1}(A\cap B)=f^{-1}(A)\cap f^{-1}(B)}.
- {\displaystyle A\subseteq B\Longrightarrow f^{-1}(A)\subseteq f^{-1}(B)}

De fato, 
{\displaystyle x\in f^{-1}(A)\Longrightarrow f(x)\in A.} Como {\displaystyle A\subseteq B,f(x)\in B\Longrightarrow x\in f^{-1}(B)}